# دلتا مثلث جنوبی
دلتا مثلث جنوبی یک ستاره است که در صورت فلکی مثلث جنوبی قرار دارد.